# Sherwood Washburn
Sherwood Larned Washburn, né à Cambridge (Massachusetts) le 26 novembre 1911 et mort à Berkeley (Californie) le 16 avril 2000, est un anthropologue américain pionnier de la primatologie.

## Biographie
Né à Cambridge (Massachusetts) en 1911, il est le fils de Edith Buckingham Hall et Henry Bradford Washburn Sr. Son père était doyen d'un séminaire. Son frère, Henry Bradford Washburn, a été directeur du Musée de la Science de Boston. 
Après des études d'anthropologie à l'Université Harvard, il s'intéresse à la zoologie et participe à une expédition sur l'étude des primates en Asie du Sud dirigée par Harold Jefferson Coolidge.
Sherwood Larned Washburn épouse Henrietta Pease en 1938. Le couple a deux enfants et vit consécutivement à New York, Chicago, et Berkeley, où il décède en 2000 à l'âge de 88 ans.